# Кирхен (Зиг)
Кирхен (нем. Kirchen) — город в Германии, в земле Рейнланд-Пфальц.
Входит в состав района Альтенкирхен-Вестервальд. Подчиняется управлению Кирхен (Зиг). Население составляет 8781 человек (на 31 декабря 2009 года). Занимает площадь 39,59 км². Официальный код — 07 1 32 063.
Город подразделяется на 7 городских округов.